# 314e régiment d'infanterie (France)
Le 314e régiment d'infanterie (314e RI) est un régiment d'infanterie de l'Armée de terre française constitué en 1914 avec les bataillons de réserve du 114e régiment d'infanterie. Il participe à la Première Guerre mondiale.

## Création et différentes dénominations
- 1914 : 314e régiment d'infanterie
- 1916 : dissolution

## Chefs de corps
4 août 1914 - ...... : lieutenant-colonel Neltner

#### 1914

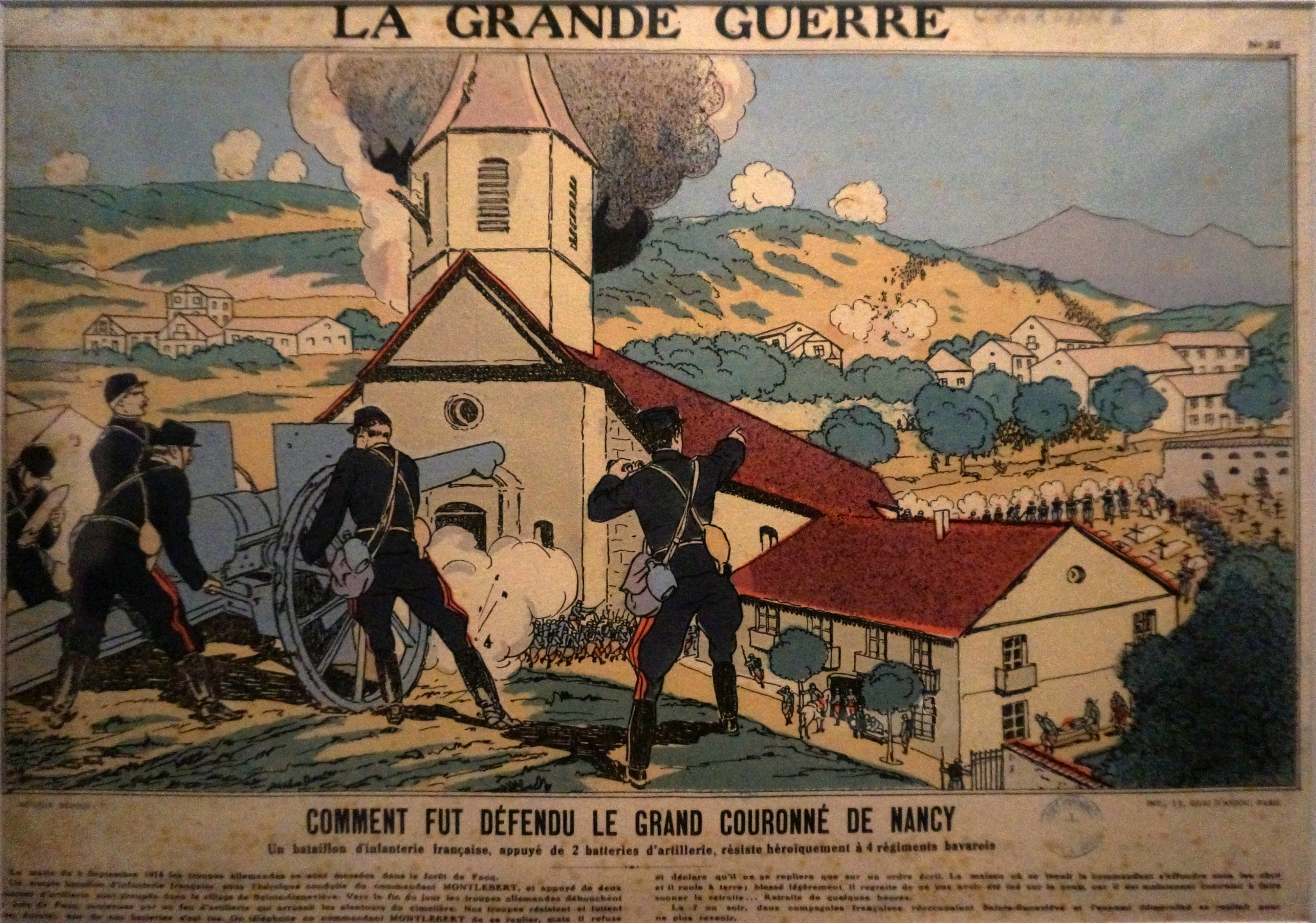
Illustration patriotique du combat du 5e bataillon du pendant la Bataille du Grand-Couronné.

## Historique des garnisons, combats et batailles

### Première Guerre mondiale

#### Affectation
- 59e division d'infanterie août 1914

## Drapeau
Il porte, cousues en lettres d'or dans ses plis, les inscriptions suivantes :
- Lorraine 1914
- Verdun 1916

## Personnages célèbres ayant servi au314eRI
Dans la fiction de Julien Gracq Un Balcon en Forêt, l'aspirant Grange, ses hommes, et son supérieur le Capitaine Varin font partie du 314e régiment d'infanterie.